# Scarus flavipectoralis
Scarus flavipectoralis es una especie de peces de la familia Scaridae en el orden de los Perciformes.

## Morfología
Los machos pueden llegar alcanzar los 40 cm de longitud total.

## Distribución geográfica
Se encuentra desde las Filipinas hasta las islas Salomón, las islas Marshall, la Gran Barrera de Coral y Tonga.